# Brachytarsina falcozi
Brachytarsina falcozi är en tvåvingeart som först beskrevs av Jobling 1934.  Brachytarsina falcozi ingår i släktet Brachytarsina och familjen lusflugor.
Artens utbredningsområde är Thailand. Inga underarter finns listade i Catalogue of Life.